# كلية مكة التقنية لطب العيون
أنشأت كلية مكة التقنية لطب العيون في العام 2007وهي كليه أكاديمية غير ربحية تهدف لتخريج كوادر مساعدة في مجال طب العيون كما تساهم في تدريب التقنيين وطواقم التمريض بجانب تطوير برامج التثقيف الصحي وإدخال التقنيات الحديثة مستعينه بخبرات عمليه وأساتذه أجلاء أشرفوا علي وضع مناهج الكلية.

### أهداف إنشاء الكلية
-تخريج كوادر تقنية طبية متخصصة في مجال طب العيون لسد الفجوة في الكادر التقني الطبي المؤهل والمتخصص في مجال طب العيون.
-التأكيد العملي علي تطبيقات طب وجراحة العيون.
-إدخال التقنيات الحديثة وتدريب الكوادر الطبية والكوادر المساعدة في مجال طب العيون.
-تطوير برامج التثقيف الصحي للمجتمع ضد أمراض العيون للتحكم في معدل انتشار العمي.
-التنسيق مع الكليات المماثلة ومجلس التخصصات الطبية السوداني في تبادل الخبرات لتأهيل الكوادر علي أحدث تقنيات طب العيون.
-المساهمة في جعل السودان نواة للمعرفة في مجال طب العيون ورفع دوره الرائد اقليميا ودوليا.

#### الموقع[2]
ام درمان – شارع النيل بعد التلفزيون
ام درمان، ام درمان
ام درمان